# سيبك (تشغاخور)
سیبك (بالفارسية: سیبک) هي قرية تقع في إيران في قسم تشغاخور الريفي. يقدر عدد سكانها بـ 2,138 نسمة .